# Caminito (bài hát)
"Caminito" ("Con đường hẹp") là một tác phẩm nhạc tango với phần nhạc của Juan de Dios Filiberto và phần lời của Gabino Coria Peñaloza. Phần nhạc ra đời năm 1923, ba năm sau thì phần lời mới xuất hiện. Lời bài hát giống một bài thơ theo kết cấu cổ điển được tạo thành từ hai khổ thơ và một đoạn lặp.
"Caminito" được cho là lấy cảm hứng từ khu Caminito, làng Olta, tỉnh La Rioja, Argentina. Bài hát được biết đến rộng rãi khắp Argentina và Uruguay và cũng đã được nhạc sĩ Phạm Duy đặt lời tiếng Việt. Ca sĩ Khánh Ly trình bày bài hát trong album Tango điên năm 1988.